# Polder van J.W. Sikkema
De Polder van J.W. Sikkema (ook wel Bronsemapolder genoemd) is een voormalig waterschap in de provincie Groningen.
Van het waterschap is niet meer bekend dan dat het genoemd is in de Beschrijving van Van Rijn, dat het 9 ha groot was en werd bemalen door een windmotor. Uit de beschrijving van de Polder van S. van Heukelem valt op te maken de polder tegen de Traansterwijk aan lag.
Waterstaatkundig gezien ligt het gebied sinds 1995 binnen dat van het waterschap Noorderzijlvest.